# Wira Uljanczenko
Wira Iwaniwna Uljanczenko, ukr. Віра Іванівна Ульянченко (ur. 1 lutego 1958 w Ozerianach w rejonie bobrowickim) – ukraińska działaczka polityczna i urzędnik państwowy, posłanka do Rady Najwyższej IV kadencji, przewodnicząca Kijowskiej Obwodowej Administracji Państwowej (2006–2009) i szef Sekretariatu Prezydenta Ukrainy (2009–2010).

## Życiorys
Ukończyła w 1980 studia filologiczne na Uniwersytecie Kijowskim. Krótko pracowała jako nauczycielka, od 1981 była etatową działaczką Komsomołu, a w latach 1990–1991 instruktorem wydziału ideologicznego rejonowych struktur Komunistycznej Partii Ukrainy. Następnie pracowała m.in. w dziale redakcyjno-wydawniczym sekretariatu Rady Najwyższej i w gabinecie politycznym pierwszego wicepremiera Wałentyna Symonenki. Później pracowała zarówno w biznesie, jak i w administracji państwowej. Była asystentem premiera Wiktora Juszczenki, a następnie szefem sekretariatu frakcji założonego przez niego ugrupowania Nasza Ukraina.
W marcu 2005 objęła wakujący mandat poselski (w 2002 na liście Naszej Ukrainy reprezentowała partię Naprzód, Ukraino!), który sprawowała do kwietnia 2006. Była jednocześnie społecznym doradcą prezydenta Wiktora Juszczenki. W czerwcu tego samego roku objęła urząd gubernatora obwodu kijowskiego. W maju 2009 przeszła na stanowisko szefa Sekretariatu Prezydenta Ukrainy, pełniąc tę funkcję do lutego 2010. W 2009 magazyn „Fokus” umieścił ją na drugim miejscu najbardziej wpływowych kobiet na Ukrainie (za Julią Tymoszenko). Jej długoletnia współpraca z Wiktorem Juszczenką przyniosła jej przydomek „mama Wira”.
W 2014 Wira Uljanczenko stanęła na czele partii Ogólnoukraińskie Agrarne Zjednoczenie „Zastup”, bez powodzenia kandydując z jego ramienia w wyborach parlamentarnych.